# Piotr Stawiński
Piotr Stawiński (ur. 1959) – polski religioznawca i socjolog, doktor habilitowany nauk humanistycznych, profesor nadzwyczajny Uniwersytetu Pedagogicznego im. Komisji Edukacji Narodowej w Krakowie.

## Życiorys
W 1983 uzyskał tytuł magistra ekonomii w Akademii Ekonomicznej w Krakowie na podstawie pracy pt. Organizacja polskiego handlu zagranicznego w latach 1950-1980). W 1986 po studiach w Instytucie Religioznawstwa Uniwersytetu Jagiellońskiego (UJ) został magistrem religioznawstwa po obronie pracy pt. Religia w życiu Lwa Tołstoja. W 1990 na Wydziale Nauk Społecznych Uniwersytetu Śląskiego w Katowicach otrzymał stopień naukowy doktora nauk humanistycznych w zakresie socjologii w oparciu o rozprawę Rola doktryny religijnej w kształtowaniu życia społeczno-politycznego muzułmańskiej sekty Ahmadijja. Stopień doktora habilitowanego nauk humanistycznych w zakresie religioznawstwa uzyskał w 1999 w UJ w oparciu o dorobek naukowy oraz rozprawę pt. Demonizm i czary w życiu społecznym purytanów amerykańskich okresu kolonialnego.
Był nauczycielem akademickim w Instytucie Religioznawstwa Wydziału Filozoficznego UJ, profesorem nadzwyczajnym w Instytucie Historii Wydziału Filologiczno-Historycznego Akademii im. Jana Długosza w Częstochowie. Obecnie jest zatrudniony jako profesor nadzwyczajny w Instytucie Filozofii i Socjologii Wydziału Humanistycznego Uniwersytetu Pedagogicznego im. Komisji Edukacji Narodowej w Krakowie.

## Wybrane publikacje
- Religioznawstwo. Zagadnienia wybrane, Tarnobrzeg 1987[2].
- Religie Europy przedchrześcijańskiej, Chin, Japonii i Ameryki Środkowej. Historia porównawcza - wybór tekstów, Częstochowa 1988[2].
- W zborze i na zesłaniu. Z dziejów nurtów ewangelicznych w Imperium Rosyjskim 2 poł. XIX - pocz. XX w., Częstochowa 1993[2].
- Ahmadijja - islam zreformowany, Częstochowa 1994[2].
- Demonizm i czary w życiu społecznym purytanów amerykańskich okresu kolonialnego, Częstochowa: Wydawnictwo Wyższej Szkoły Pedagogicznej, 1997[1].
- Sekty, schizmy i herezje w Rosji (słownik), Kraków: "Musica Iagellonica", 2000.[1].
- Boży eksperyment. Purytanie w siedemnastowiecznej Ameryce, Lublin: Wydawnictwo Polihymnia, 2012[1].
- Religia a współczesne stosunki międzynarodowe (współredaktor naukowy), Krakowskie Towarzystwo Edukacyjne - Oficyna Wydawnicza AFM, 2010[1].